# Leopoldo Fontaine Nakin
Leopoldo Fontaine Nakin (Valparaíso, 5 de mayo de 1907-Santiago, ¿?) fue un marino chileno, que se desempeñó como comandante en jefe de la Armada de Chile entre 1958 y 1962.

## Familia y estudios
Nació en la comuna chilena de Valparaíso el 5 de mayo de 1907, siendo el primero de los tres hijos del matrimonio conformado por el agente de aduanas Carlos Fontaine Pretot e Ida Nakin. Sus hermanos fueron Odette y René, este último, de profesión ingeniero civil, ejerció como gerente de compañías de gas, y director de la Cámara Marítima y Portuaria de Chile. Realizó sus estudios primarios y secundarios en el Liceo Alemán de Valparaíso.
Se casó con Mercedes Adriana Andrade Griffiths, con quien tuvo cuatro hijos: Adriana Paulette, Carlos, Eliana María y Marcelo Augusto.

## Carrera naval
Ingresó a la Escuela Naval Arturo Prat en 1921, egresando con el grado de guardiamarina en 1923. Efectuó el viaje de instrucción en el crucero "Blanco Encalada" por la costa de Chile, y en 1928, con el rango de teniente, realizó un viaje alrededor de Europa junto al comandante Julio Allard. Luego, en 1930, ocupando el cargo de comandante del escampavía "Cóndor", le correspondió tomar parte en el primer levantamiento hidrográfico del río Aysén.
Más adelante, en 1937 y 1938 como comandante del escampavía "Yelcho", hizo el levantamiento hidrográfico del canal Moraleda. En 1940, 1941 y 1942 le tocó recibir el buque hidrográfico "Vidal Gormaz", atender a su transformación y efectuar el levantamiento hidrográfico del seno Brenton. De la misma manera, en 1943, 1944 y 1945, actuó como jefe del Estado Mayor de la Tercera Zona Naval con sede en Punta Arenas.
En 1946, fue delegado de Chile a la Conferencia Panamericana de Geografía e Historia en Caracas, Venezuela. Al regresar al país en ese mismo año, fue nombrado por el presidente Gabriel González Videla como agregado naval de la misión de Chile en Río de Janeiro, Brasil, fungiendo como tal hasta 1947. Al año siguiente, fue designado como subjefe del Estado Mayor de la Armada, y en 1949, comodoro de la 3.ª Expedición a la Antártica, desempeñándose con tres buques bajo su mando: la fragata "Covadonga", el transporte "Maipo" y el patrullero "Lautaro".
A continuación, en junio de 1949, fue nombrado secretario general de la Armada, y en febrero de 1951, comandante del acorazado "Almirante Latorre". En 1952, viajó a España comisionado por el gobierno de Chile para la compra y supervigilancia de la construcción de un nuevo buque: "Escuela Esmeralda". En 1953, fue nombrado por el presidente Carlos Ibáñez del Campo como jefe del Estado Mayor de Coordinación de las Fuerzas Armadas con sede en Santiago.
A inicios de 1958, fue ascendido a vicealmirante, y el 22 de marzo de ese año, Ibáñez del Campo lo designó para reemplazar al también vicealmirante Francisco O'Ryan Orrego en la comandancia en jefe de la Armada de Chile, función que mantuvo en la presidencia de Jorge Alessandri, hasta el 5 de noviembre de 1962. Bajo su gestión creó la subespecialidad de Buceo Táctico de la Armada.
En su carrera naval, obtuvo las siguientes condecoraciones: Medalla 1.° Alumno de los 5 años de Escuela; caballero Nitham Iftikar; caballero del Mérito Marítimo, de Francia; caballero de la Cruz al Mérito Naval, de España y comendador del Mérito Naval de Brasil. Entre otras actividades, fue socio del Club Naval y del Club de Campo de Chile. Falleció en Santiago de Chile.

### Historial militar
Su historial de ascensos en la Armada de Chile fue el siguiente:
- 1921: Cadete de la Escuela Naval Arturo Prat
- 1923: Guardiamarina
- 1925: Subteniente
- 1928: Teniente
- 193?: Capitán de corbeta
- 193?: Capitán de fragata
- 194?: Capitán de navío
- 1949: Comodoro
- 1952: Contraalmirante
- 1958: Vicealmirante